# Maria de Zayas
María de Zayas y Sotomayor (před 12. zářím 1590 Madrid – po 1647) byla španělská spisovatelka zlatého věku španělské literatury. Řadou kritiků je považována za jednu z průkopnic literárního feminismu, jiní ji považují pouze za úspěšnou barokní autorku. Ženské postavy v jejích příbězích byly použity jako prostředky k tomu, aby čtenářům osvětlily neutěšenou situaci žen ve španělské společnosti nebo je poučily, jak správně žít svůj život.

## Životopis
Byla pokřtěna ve farnosti San Sebastián v Madridu 12. září 1590. Její rodiče Fernando de Zayas y Sotomayor rytíř řádu sv. Jakuba (1566) a María Catalina de Barrasa patřili k nižší šlechtě. María byla ve službách hraběte z Lemos, který byl v Neapoli místokrálem. Není známo, zda byla svobodná nebo vdaná a jak dlouhou dobu žila v Neapoli.
V roce 1637 vydala María svou sbírku novel Novelas amorosas y ejemplares (Kouzla lásky) v Zaragoze a o 10 let později svou druhou sbírku Desengaños amorosos (Rozčarování lásky). Mj. napsala hru La traicion en la amistad (Zrazené přátelství) a také poezii. Její přítelkyní byla spisovatelka Ana Caro de Mallén.
Autorka se těšila respektu a obdivu některých mužských spisovatelů své doby. K jejím obdivovatelům patřili např. Lope de Vega, který jí věnoval část své poezie, a Alonso de Castillo Solórzano, který ji pojmenoval „Sibila de Madrid“ (Sibyla Madridu).
Navzdory přetrvávající popularitě jejích děl během 17. a 18. století došlo v 19. století k poklesu popularity její práce u některých kritiků, kteří ji považovali za vulgární. Její novely se vytratily do relativního neznáma, dokud nebyly koncem 20. století „znovu objeveny“. Po vydání své poslední sbírky novel v roce 1647 mizí ze záznamů a není s jistotou známo, kdy zemřela.

## Dílo

### Próza
María proplétala svou prózu verši, i dlouhými skladbami.
- La traición en la Amistad (1632)
- Novelas amorosas y ejemplares, o Decamerón español (1637)
- Novelas amorosas y exemplares [Adventurarse perdiendo; La burlada Aminta y venganza de honor; El castigo de la miseria; El prevenido engañado; La fuerza del amor; El desengañado amando y premio de la virtud; Al fin se paga todo, El impossible vencido; El ivez de su causa; El jardín engañoso] – Barcelona: 1646[1]
- Novelas y Saraos (1647)
- La esclava de su amante
- La más infame venganza
- El verdugo de su esposa
- Tarde llega el desengaño (Pozdě se dochází k poznání)
- Amar sólo por vencer
- Mal presagio casar lejos
- El traidor contra su sangre
- La perseguida triunfante
- Estragos que causa el vicio

### Drama
- La traicion en la amistad

### V češtině
- Pozdě se dochází k poznání – z 2. svazku Biblioteca de autores espaňoles; přeložil Otokar Jindřich Janota; in: 1000 nejkrásnějších novel... č. 35. Praha: J. R. Vilímek, 1912